# Stagione di college football 1877
La Stagione di college football 1877 fu la nona stagione di college football negli Stati Uniti. Fu molto simile, nella sua forma embrionale e non strutturata, alle stagioni precedenti, con regole non universalmente condivise se si escludono le scuole aderenti alla Intercollegiate Football Association (IFA) ovvero Harvard, Princeton e Columbia.
Le università ufficialmente partecipanti furono otto, a queste si aggiungono l'Università McGill che disputò una gara contro Harvard, ed il Trinity College che giocò contro Yale. Secondo l'Official NCAA Division I Football Records Book, Princeton e Yale, imbattuti, risultarono essere campioni nazionali di quella stagione.

## Classifica finale
| Scuola                | Conference V-S-P | Totale V-S-P |
| --------------------- | ---------------- | ------------ |
| College of New Jersey | -                | 2 - 0 - 1    |
| Yale                  | -                | 3 - 0 - 1    |
| Harvard               | -                | 3 - 1        |
| Columbia              | -                | 2 - 2        |
| Rutgers               | -                | 1 - 2        |
| Amherst               | -                | 1 - 0 - 1    |
| Stevens Tech          | -                | 1 - 3        |
| Tufts                 | -                | 0 - 2 - 1    |
| Trinity               | -                | 0 - 1        |
| NYU Poly              | -                | 0 - 1        |

## College esordienti
- Trinity Bantams football
- NYU Poly Blue Jays football
- Amherst Lord Jeffs football